# 치베네부리인
치베네부리인(조지아어로 "우리"를 뜻하는 단어임)들은 터키에 거주하는 조지아인이다.

## 간단한 단어들
- Rawai khar? - 어떻게 지내요?
- Garga var, sağol. - 저는 잘 지내요.
- Dğe darosi rawa ya? - 날씨는 어때요?
- Sakheli rakhkwi ya? - 이름은 뭐에요?

## 같이 보기
- 아자리아인
- 그리스인 무슬림
- 포마크족
- 폰티아그리스인
- 함셰니인
- 가가우스족
- 토르베시인

## Internet Resources
- Çeveneburi
- Kolkha
- Karalahana.com 보관됨 2000-10-18 - 웨이백 머신
- Maçaheli